# Look at Yourself
Look at Yourself, ett musikalbum av hårdrocksbandet Uriah Heep. Gruppens tredje album inspelat sommaren 1971 och släppt senare samma år. Skivan blev lite av ett genombrott för gruppen och var deras första skiva på den engelska topplistan (plats 39). Albumet innehåller en av bandets mest populära låtar, July Morning, där Manfred Mann medverkar på Moog synthesizer. 
Skivomslaget på denna skiva är originellt - en folieskiva instucken i skivfodralet bildar en spegel så att man kan se sig själv ("Look at Yourself").

## Låtlista
1. "Look at Yourself" (Hensley) - 5:10
2. "I Wanna Be Free" (Hensley) - 4:01
3. "July Morning" (Byron/Hensley) - 10:32
4. "Tears in My Eyes" (Hensley) - 5:01
5. "Shadows of Grief" (Byron/Hensley) - 8:39
6. "What Should Be Done" (Hensley) - 4:15
7. "Love Machine" (Box/Byron/Hensley) - 3:37

## Medlemmar
- David Byron - sångare
- Ken Hensley - orgel, piano, gitarr och sång
- Mick Box - gitarr och sång
- Paul Newton - bas och sång
- Ian Clarke - trummor

## Listplaceringar
| Lista (1972)   | Position             |
| -------------- | -------------------- |
| Australien     | 16 (Go Set)          |
| Finland        | 1                    |
| Japan          | 5 (Oricon)           |
| Norge          | 14 (VG-lista)        |
| Storbritannien | 39 (UK Albums Chart) |
| USA            | 93 (Billboard 200)   |
| Västtyskland   | 11                   |